# Esben Pretzmann
Esben Pretzmann, född 1978 i Kalundborg, Danmark, är en dansk skådespelare. Han har medverkat i olika program i Danmarks Radio, bl.a. Chris och chokladfabriken, Ruben - pojken som kan tala med saker, Rockers, Bouncing Souls, Drengene fra Angora och har även gjort rösten till den hypokondriske och depressive Morten skolbibliotekarien i Yallahrup Færgeby. Han medverkar även i 2009 års julkalender Superhjältejul i Sveriges Television.